# Verena Lafferentz
Verena Lafferentz, geborene Wagner (* 2. Dezember 1920 in Bayreuth; † 19. April 2019 in Nußdorf, Überlingen) war das vierte und jüngste Kind aus der Ehe von Siegfried und Winifred Wagner.

## Leben
Verena Wagner wuchs in Bayreuth in der Villa Wahnfried auf. Nach dem Schulabschluss besuchte sie die Reifensteiner Schule in Obernkirchen im Jahrgang 1936/37.
Im Jahr 1943 heiratete sie Bodo Lafferentz (1897–1975), einen Offizier der SS und Parteimitglied der NSDAP, der als Funktionär der Organisation „Kraft durch Freude“ für den Kartenverkauf der Bayreuther Festspiele zuständig war.
Mit Lafferentz hatte sie fünf Kinder: Amelie (* 1944), Manfred (* 1945), Winifred (* 1947), Wieland (* 1949) und Verena (* 1952).
Im Jahr 2003 wurde sie – gemeinsam mit Birgit Nilsson, Wolfgang Wagner und Gudrun Wagner – zum Kopenhagener Internationalen Wagner-Kongress unter Schirmherrschaft des dänischen Prinzgemahls Henrik eingeladen, wo sie als Ehrengast einer Aufführung von Die Walküre in der neuen Kopenhagener Oper beiwohnte. Sie engagierte sich im Stiftungsrat der Richard-Wagner-Stiftung Bayreuth und brachte sich bei der Neugestaltung des Richard-Wagner-Museums ein.